# Moses Harman
Moses Harman (12 de octubre de 1830-30 de enero de 1910) fue un maestro de escuela y editor estadounidense, notorio por su apoyo incondicional a los derechos de las mujeres, además fue precursor del feminismo estadounidense. 

## Datos biográficos
Fue perseguido bajo la Comstock Law por el contenido publicado en su periódico anarquizante Lucifer el portador de luz. Fue arrestado y encarcelado varias veces por publicar supuesto material obsceno. Su hija, Lillian Harman, fue también una anarquista notable.

## Lucifer, el portador de la luz
Moses Harman fue editor del diario Lucifer the Lightbearer (Lucifer el portador de luz), de corte anarquista, individualista y protofeminista publicado a finales siglo XIX y principios del siglo XX. Producido originalmente por una rama local de la Liga Liberal Nacional con el nombre de Valley Falls Liberal (1880-1883), Harman cambió el título después de asumir de forma exclusiva la dirección editorial en 1883.

## Grupo de Chicago nemomalthusiano
Moses Harman y su hija Lillian Harman fueron miembros del denominado grupo de Chicago neomalthusianista que se considera precursores del neomalthusianismo. Este grupo estuvo asociado a la Federación Universal de la Liga de la Regeneración Humana y tenía como periódico The Lucifer. También fueron miembros del grupo Ezra Heywood, el médico Foote y su hijo E.C. Walker y la gran activista Ida Craddock. Posteriormente Margaret Sanger y Emma Goldman, a través de conferencias y el periódico anarquista Mother Earth lograron el reconocimiento del derecho a la maternidad libre.